# Minhang
Minhang är ett stadsdistrikt i Shanghai i östra Kina. Det ligger söder och väster om Shanghais centrala delar. I Minhang ingår sedan 1992 det tidigare Shanghais härad (Shanghai Xian).
I distriktet har Shanghai Jiao Tong-universitetet och East China Normal University förlagt nya campus-områden. Terminal 2 på Shanghai Hongqiao International Airport ligger i den norra delen av distriktet.

## Administrativ indelning
Minhang är indelat i fyra stadsdelsdistrikt (jiedao), nio köpingar (zhen) samt en industrizon på sockennivå:
Stadsdelsdistrikt:
- Gumeilu (古美街道)
- Jiangchuanlu (江川路街道)
- Pujin (浦锦街道)
- Xinhong (新虹街道)

Köpingar:
- Hingqiao (虹桥镇)
- Huacao (华漕镇)
- Maqiao (马桥镇)
- Meilong (梅陇镇)
- Pujiang (浦江镇)
- Qibao (七宝镇)
- Wujing (吴泾镇)
- Xinzhuang (莘庄镇)
- Zhuanqiao (颛桥镇)

Område på sockennivå:
- Xinzhuangs industriområde (莘庄工业区)